# Muswell Stream
Der Muswell Stream ist ein Wasserlauf im London Borough of Haringey. Er entsteht am Muswell Hill aus drei Quellflüssen. Die größte der Quellen liegt heute unter einem Privathaus in der Muswell Road. Die Quelle lag im 12. Jh. auf Land, das dem Bischof von London gehörte und als Farmland genutzt wurde. Dieser Quelle wurden Heilkräfte zugeschrieben und sie wurde deswegen der Jungfrau Maria geweiht und eine Kapelle an ihrer Stelle errichtet zu der Pilgerfahrten stattfanden. Der Überlieferung nach soll auch ein schottischer König durch das Wasser der Quelle geheilt worden sein.
1875 wurde einer der Quellflüsse in einen See im Alexandra Park umgeleitet. Der betreffende Teil des Parks wurde 1899 verkauft, der See trockengelegt und der Wasserlauf unter die Oberfläche verlegt, um Grove Avenue und Rosebery Road zu bauen.
Die Wood Green and Hornsey Wäscherei benutzte Wasser aus dem Muswell Stream in den 1890er Jahren.
Der Wasserlauf wurde in den 1920er und 1930er Jahren vollständig unter die Oberfläche verlegt. Unterirdische Wasserspeicher sollen nicht immer erfolgreich dafür sorgen, dass der Wasserlauf große Mengen an Niederschlägen aus seinem Einzugsgebiet aufnimmt. Die Mündung des Muswell Stream in den Pymme’s Brook ist der letzte heute noch sichtbare Teil des Wasserlaufs.